# Google Highly Open Participation Contest
Google Highly Open Participation Contest – konkurs uruchomiony przez Google w latach 2007–2008 skierowany do uczniów gimnazjów i szkół średnich. Jest zaprojektowany, by zachęcić uczestników do rozwijania projektów otwartego oprogramowania.
Konkurs jest otwarty dla uczniów trzynastoletnich lub starszych, którzy obecnie uczęszczają do szkoły średniej lub gimnazjum. Nie mogą być to studenci.
Nagrody oferowane przez Google obejmują konkursową koszulkę oraz certyfikat uczestnictwa i ukończenia przynajmniej jednego zadania, jak również 100USD za każde trzy zadania do maksymalnie 500USD (za piętnaście zrobionych zadań). Główną nagrodą jest podróż do siedziby Google w Mountain View na ceremonię wręczenia nagród. W każdym z uczestniczących projektów wybiera się jednego współzawodnika, który otrzyma tę wygraną.
Konkurs w 2010 roku został zastąpiony przez konkurs Google Code-in.

## Projekty[4]
Projekty, które wzięły udział, to:
- Apache Software Foundation – wsparcie dla społeczności serwera Apache i projektów open source,
- Drupal – system zarządzania treścią napisany w PHP,
- GNOME – graficzne środowisko użytkownika,
- Joomla! – system zarządzania treścią napisany w PHP,
- MoinMoin(inne języki) – silnik wiki napisany w Pythonie,
- Mono – narzędzia kompatybilne z Microsoft .NET, zgodne ze standardami ECMA,
- Moodle – pakiet przeznaczony do tworzenia kursów prowadzonych przez Internet,
- Plone – system zarządzania treścią napisany w Pythonie,
- Python – język programowania,
- SilverStripe – system zarządzania treścią napisany w PHP.

## Zwycięzcy[5]
Współzawodnicy, którzy zdobyli główne nagrody:
- Apache Software Foundation: Spencer Davis,
- Drupal: Peter Cawley,
- GNOME: Patrick Hulin,
- Joomla!: Tomasz Dobrzyński,
- MoinMoin: Federico Lorenzi,
- Mono: Daniel Abramov,
- Moodle: Worrapat Boonyarittipong,
- Plone: Jonathan Wilde,
- Python: Jarosław Tworek,
- SilverStripe: Wojciech Szkutnik.